# Mario Longo
Mario Longo (ur. 21 sierpnia 1964 w Neapolu) – włoski lekkoatleta specjalizujący się w krótkich biegach sprinterskich.

## Sukcesy sportowe
Największy sukces na arenie międzynarodowej odniósł w 1990 r. w Splicie, gdzie wspólnie z Ezio Madonią, Sandro Florisem i Stefano Tillim zdobył brązowy medal mistrzostw Europy w biegu sztafetowym 4 × 100 metrów. W 1991 r. podczas mistrzostw świata w Tokio zajął 5. miejsce w sztafecie 4 × 100 metrów, natomiast w 1992 r. zakwalifikował się do finału biegu na 60 metrów podczas rozegranych w Genui halowych mistrzostw Europy, w którym zajął 8. miejsce.

## Rekordy życiowe
- bieg na 60 jardów (hala) – 6,32 – Florencja 18/01/1997
- bieg na 60 metrów (hala) – 6,65 – Genua 01/02/1992
- bieg na 100 metrów – 10,32 – Neapol 09/05/1998
- bieg na 200 metrów – 21,18 – Neapol 10/05/1998
- bieg na 200 metrów (hala) – 21,59 – Genua 08/02/1998